# وردية أرضية
وردية أرضية (الاسم العلمي: Roseateles terrae) هي نوع من البكتيريا، سلبية الغرام، تتبع جنس الورداويات.